# 1 peso, 1 dólar
1 peso, 1 dólar es una película argentina cómica dirigida por Gabriel Condron y protagonizada por Coco Sily y Andrea Politti. Fue estrenada el 6 de septiembre de 2007 y el tema central es la situación de un hombre que quiere ascender en la escala social durante la época menemista en Argentina (1989-1999), siempre recurriendo al humor.

## Sinopsis
Ricardo Tattarelli lleva 22 años trabajando para "ENEMA S.A.", una empresa estatal de energía en vías de privatización. Cacho Zarlanga, un funcionario embustero y fanfarrón, se encargará de manipular a Ricardo para que tome el jugoso retiro voluntario y así poder concretar su sueño de convertirse en "nuevo rico". Con el apoyo de Vivi (su mujer), Ricardo toma el retiro. Su ambición se desenfrena y cegado por su ego, decide poner su propio negocio, una pizzería. En la pizzería "Gran Ricardo" se presentan distintos acontecimientos divertidos y un disparatado desfile de auténticos personajes de barrio.

## Reparto
- Coco Sily como Ricardo Tattarelli.
- Andrea Politti como Vivi.
- Ulises Dumont como Amílcar.
- Eduardo Cutuli como Cacho Zarlanga.
- Mike Amigorena como El Langa.
- Enrique Dumont como Lucho.
- Patricia Condron como Yoli.
- Manuel Vignau como Bruno Diaz.
- Lorena Damonte como Betty.
- Roly Serrano
- Diego Korol
- Daniel Aráoz